# 논산 황산성
논산 황산성(論山 黃山城)은 대한민국 충청남도 논산시 연산면 표정리에 있는 산성이다. 1985년 7월 19일 충청남도의 기념물 제56호로 지정되었다.

## 개요
연산평야와 논산평야가 내려다보이는 해발 264m의 산봉우리를 빙둘러 돌로 쌓은 산성이다. 등고선을 따라 성벽을 쌓았으며, 깬돌을 이용하여 모가 난 쪽이 겉으로 나오도록 하였고 북쪽은 험준한 자연지형을 이용하였다.
『신증동국여지승람』에는 이 성의 둘레가 1,740척(527m), 높이가 12척(3.7m)이며, 성 안에 우물 1곳과 군량을 보관하던 군창이 있었다고 기록되어 있다. 현재 성의 둘레는 870m인데 대부분 무너진 상태이며, 성의 높이는 서쪽이 2m, 동쪽이 1.8m이다. 성의 동·서·남·북 4곳에 문터의 흔적이 있고, 성의 북쪽 봉우리에는 30m2의 넓은 대지가 있는데 장수가 올라가 지휘하던 장대터로 짐작된다.
성 안에서는 백제의 세발토기를 비롯하여 고려와 조선시대의 기와조각들이 발견되고 있어 오랜 시기에 걸쳐 사용되었음을 알 수 있다. 북서쪽의 노성산성과 일직선상에 있어서 신라군의 침입을 막는 역할을 하였던 것으로 짐작된다.

## 참고 자료
- 논산 황산성 - 국가유산청 국가유산포털